# Black River (Mauritius)
Black River is een van de negen districten van Mauritius. Het district heeft een oppervlakte van 259 vierkante kilometer en telde in 2000 ruim 60.000 inwoners. De districtshoofdstad is Tamarin.

## Grenzen
Black River is aan de zuidwestkust van Mauritius gelegen en heeft de langste kustlijn van de negen districten:
- Aan de Indische Oceaan in het westen, het noordwesten en het zuidwesten.

Voor het overige grenst het district aan drie andere districten:
- Kort aan Port Louis in het uiterste noordoosten.
- Aan Plaines Wilhems in het oosten.
- En aan Savanne in het zuidoosten.